# Тревіс Кінґ
Тревіс Кінґ (нар. 1999 або 2000) — військовослужбовець Армії Сполучених Штатів Америки. Відомий тим, що перетнув військово-демаркаційну лінію в спільній зоні безпеки під час цивільного туру по корейській демілітаризованій зоні, увійшовши на територію Північної Кореї 18 липня 2023 року. До здійснення переходу його спонукало звільнення з Армії США після двомісячного ув'язнення за напад та покидання Південної Кореї.
Наразі Кінґ перебуває під вартою в Північній Кореї. Кінґ став першим американським військовослужбовцем, що перетнув кордон між двома Кореями, після Брюса Байрона Лоуренса у 2018 році.
15 серпня 2023 року Північна Корея підтвердила перебування Кінґа на своїй території, заявила, що він перетнув кордон незаконно у зв'язку із нібито расизмом в американській армії та попросив статус біженця в країні.

## Біографія

### Раннє життя та військова служба
Кінґ народився в 1999 або 2000 році в сім'ї батька Томаса Кінґа та матері Клодін Гейтс. Він виріс у місті Расін, штат Вісконсин, і відвідував середню школу Вашингтон-Парк, яку закінчив у 2020 році.
Кінг вступив до Армії США в січні 2021 року. Він став кавалерійським розвідником і був призначений до 1-ї бронетанкової бригади 1-ї бронетанкової дивізії, яка прибула до Південної Кореї в лютому 2022 року.
4 вересня 2022 року Тревіс не з'явився на щоденне шикування в таборі Боніфас. Пізніше його знайшли в Ийджонбу; він заявив, що «відмовився повертатися на посаду або в Америку».
25 вересня 2022 року Тревіс Кінґ кілька разів вдарив південнокорейця в обличчя в нічному клубі в Сеулі. Потерпілий відмовився подавати до суду, і справа була закрита.
8 жовтня 2022 року о 3:46 за корейським стандартним часом Тревіс Кінґ був втягнутий у сутичку з південнокорейськими місцевими жителями в районі Мапо, Сеул. Коли поліціанти намагалися його допитати, він агресивно поводився, не відповідаючи на запитання офіцерів. Його посадили на заднє сидіння автомобіля поліції, де він вигукував нецензурну лайку та образи на адресу корейців, корейської армії та корейської поліції. Він також кілька разів вдарив ногою по дверцятах поліцейського автомобіля, завдавши збитків на суму близько 584 000 вон (458 доларів США). Пізніше він визнав себе винним у нападі та пошкодженні громадського майна і заплатив 1 мільйон нью-йоркських фунтів (783 долари США) за ремонт автомобіля. Через цей інцидент Кінґ залишився в Південній Кореї, коли його підрозділ повернувся до Сполучених Штатів. Потім Кінґ увійшов до складу 2-ї бригадної бойової групи 4-ї піхотної дивізії.

### Затримання в Південній Кореї та перетин кордону з Північною Кореєю
Після звинувачень у нападі 8 лютого 2023 року Західний окружний суд Сеула оштрафував Кінга на 5 мільйонів (3 950 доларів США), які він не сплатив. Потім його утримували 47 днів у південнокорейській в'язниці в Чхонані до звільнення 10 липня 2023 р. Після звільнення Кінґ провів тиждень на військовій базі США Кемп Хамфріс у Пхьончхані під наглядом.
17 липня 2023 р. його звільнили і наступного дня супроводили в міжнародний аеропорт Інчхон до митного пункту пропуску. Далі Кінг ішов до терміналу сам. Він мав сісти на рейс до Форт Блісс, штат Техас, для звільнення з Армії США через арешт за кордоном. Але замість цього Кінґ втік з аеропорту, підійшовши до співробітника American Airlines і заявивши, що йому не вистачає паспорта.
Покинувши аеропорт, Кінґ приєднався до групи туристів на цивільній екскурсії по корейській демілітаризованій зоні в Пханмунджомі. 18 липня 2023 року о 15:27 за корейським стандартним часом перетнув військову демаркаційну лінію в Зоні спільної безпеки і потрапив до Північної Кореї. Свідки стверджують, що Кінґ, одягнений у чорне, несподівано побіг на північнокорейську сторону військової демаркаційної лінії, поки тривав тур, гучно сміючись під час бігу. Солдати з південного боку погналися за Кінґом. Вважається, що Кінґа взяли під варту в Північній Кореї після того, як його підібрав невідомий фургон.
Представник Збройних сил США в Кореї заявив, що Кінґ «навмисно і без дозволу перетнув військову демаркаційну лінію на територію Корейської Народної Демократичної Республіки», а 20 липня 2023 року Міністерство оборони США оголосило Кінга «відсутнім без дозволу».
24 липня 2023 року Командування Організації Об'єднаних Націй заявило, що підтримує зв'язок з північнокорейським урядом щодо Кінга. Через два тижні, 1 серпня, північнокорейський уряд підтвердив запит командування Організації Об'єднаних Націй на інформацію щодо Кінга і заявив, що розслідує інцидент, але не надав детальної інформації про його поточний статус у Північній Кореї.
Станом на 4 серпня 2023 року Сполучені Штати відмовляються класифікувати Кінґа як військовополоненого через його рішення перетнути кордон з Північною Кореєю з власної волі і те, що він зробив це одягненим у цивільний одяг.
15 серпня Корейське центральне інформаційне агентство (KCNA), основний інформаційний канал Північної Кореї, підтвердило, що Кінґ перебуває в країні, заявивши, що Кінґ незаконно перетнув кордон через «нелюдське поводження та расову дискримінацію в американській армії». KCNA також заявило, що Кінг «висловив готовність шукати притулку в КНДР або третій країні, заявивши, що він розчарований нерівноправним американським суспільством». Однак, за даними Associated Press, KCNA є північнокорейським пропагандистським каналом, який слугує «офіційним голосом уряду лідера Кім Чен Ина». Це робить будь-які передбачувані заяви Кінга «неможливими» для перевірки, оскільки вони походять від державних ЗМІ.